# Maurycy Fajans

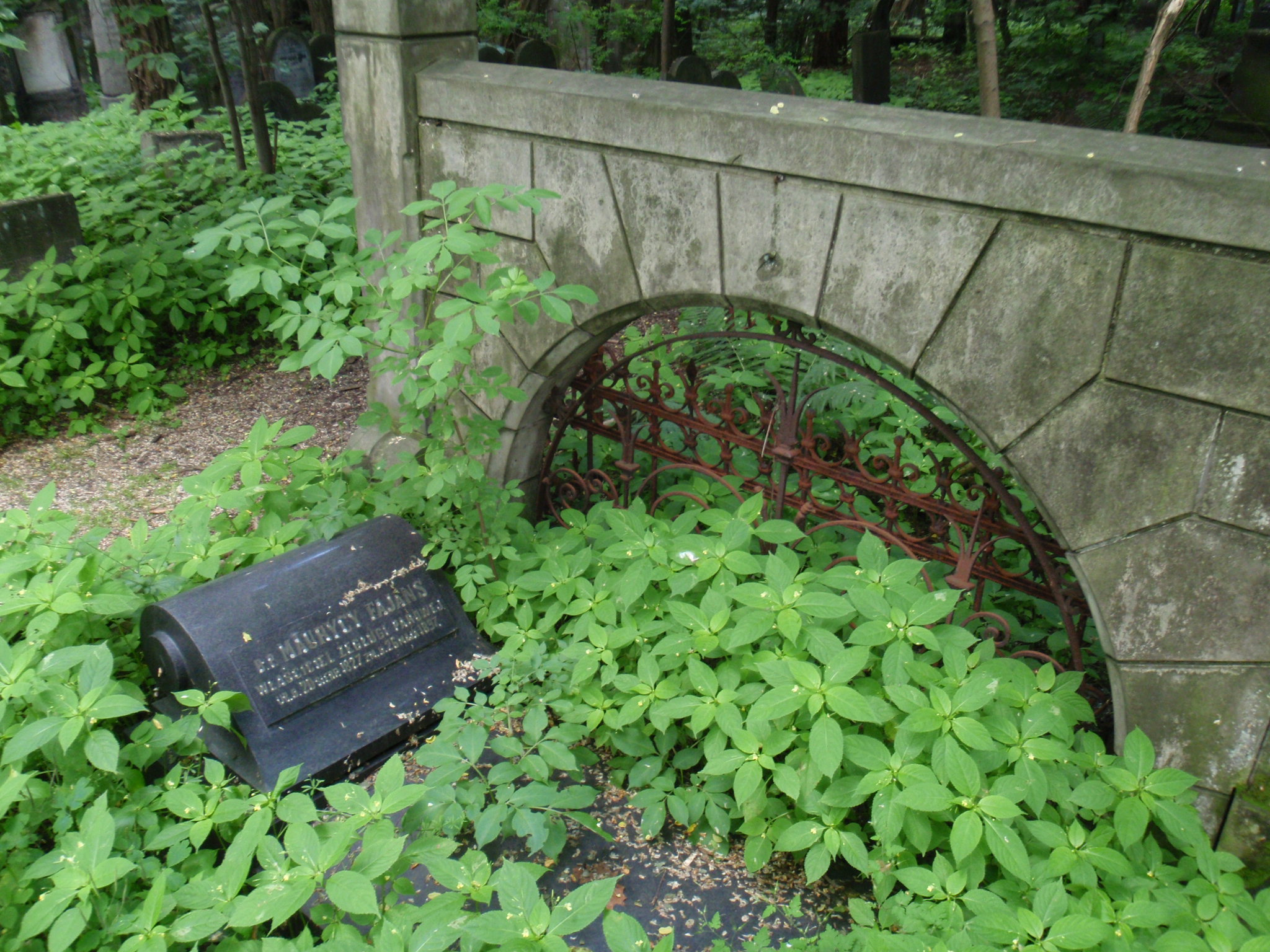
Grób Maurycego Fajansa na cmentarzu żydowskim w Warszawie

Maurycy Fajans (ur. 20 sierpnia 1827, zm. 26 maja 1897 w Warszawie) – polski przedsiębiorca pochodzenia żydowskiego, związany z eksploatacją statków wiślanych w XIX wieku.

## Życiorys
Urodził się jako syn sieradzkiego kupca Hermana (XVIII – XIX w.) i Leontyny Kon. Był bratem Maksymiliana Fajansa.
Maurycy Fajans od najmłodszych lat związany był z żeglugą wiślaną. W wieku 25 lat został przedstawicielem spółki hrabiego Andrzeja Zamoyskiego (Spółka Żeglugi Parowej na Rzekach Spławnych Królestwa hrabia Zamoyski et Compania) we Włocławku, a w wieku 36 lat został jej dyrektorem. Po upadku spółki Zamoyskiego w 1871 zakupił Warsztaty Żeglugi Parowej na Solcu i część statków, rozpoczynając działalność firmy Żegluga Parowa Maurycego Fajansa, przekształcona później w Maurycy Fajans i Synowie. Fajans nabył także statki za granicą, ale najprawdopodobniej ich wysoki koszt skłonił go do ponownego wykorzystania warsztatów na Solcu w roli stoczni.
Maurycy Fajans był od 1875 sędzią handlowym, był też członkiem zarządu warszawskiej gminy żydowskiej, zaś w latach 1888–1894 członkiem komitetu warszawskiej giełdy.
Był żonaty z Marią Dawidson (1836–1908), z którą miał sześcioro dzieci: Leontynę (1860–1927, żonę Gustawa Bergsona), Helenę (1861–1939, żonę Juliana Kramsztyka), Stefanię (ur. 1863), Hieronima (1864–1934), Edwarda (1868–1930, inżyniera, korporanta) i Jana (ur. 1871).
Po śmierci Maurycego nadzór nad firmą przejęli jego synowie: inż. Edward Fajans i jego dwaj bracia: Jan i Hieronim.
Maurycy Fajans pochowany jest na cmentarzu żydowskim przy ulicy Okopowej w Warszawie (kwatera 40).